# Lepilemur otto
Lepilemur otto (лепілемур Отто) — вид приматів родини лепілемурових (Lepilemuridae). Назва шанує підприємця Майкла Отто за фінансову підтримку науково-дослідних і природоохоронних заходів мадагаскарських приматів.

## Зовнішній вигляд
Забарвлення, насамперед, сіро-коричневого кольору. Середня вага 0,94 кг. Голова кругла, обличчя сіре, очі адаптовані до нічного життя. Живіт білувато-сірий, хвіст від сіро-коричневого до темно-коричневого кольору, іноді закінчується білим кінчиком.

## Поширення
Поки відомий тільки з типової місцевості Амбодімагабібо на північному заході Мадагаскару. Цей вид житель сухих листяних лісів.

## Поведінка
Як і всі лепілемури вони, ймовірно, нічні й деревні й харчуються рослинним матеріалом, особливо листям, плодами і бутонами.

## Загрози
Цей вид знаходиться під загрозою втрати місця існування і деградації від нестійких методів ведення сільського господарства. Не відомий з охоронних територій.